# Neves-Corvo
Невес-Корво (Neves-Corvo) — поліметалічна копальня в Португалії, один з основних центрів видобування металічних корисних копалин в Західній Європі.

## Історія
Експлуатується з 1988.

## Характеристика
На кінець 2001 має геологічні запаси, к.к., що включають: 32.5 млн т мідних руд з сер. вмістом 5.05 % Cu; 1.6 млн т олово-мідних руд з вмістом 9.95 % Cu і 2.38 % Sn; і 50.4 млн т комплексних руд з вмістом 5.99 % Zn.
Виробництво досягло піка 2.3 млн т руди в 1998. У 2001 на Neves-Corvo видобуто 2.0 млн т олов'яних і мідних руд, вироблено 344,3 тис.т мідних концентратів (24.1 % Cu) і 2,1 тис.т олов'яних концентратів (57.4 % Sn).
Концентрати через порт Setubal, що за 50 км на південь від Лісабона, експортуються в країни світу.
Прибуток у 2000 склав €8.5 млн.